# 위시캣
《위시캣》(영어: Wish Cat)은 에스에이엠지 엔터테인먼트가 제작한 대한민국의 애니메이션으로, 2024년 9월 12일부터 2025년 3월 13일까지 SBS TV에서 방영했다.

## 방송 일시
| 방송 채널 | 방송일                            | 방송 시간 |
| --------- | --------------------------------- | --------- |
| SBS TV    | 2024년 9월 12일 ~ 2025년 3월 13일 | 종료      |

## 등장인물

### 인간
- 안나
- 루비
- 레오
- 소피
- 지미
- 엘리자베스
- 닉
- 샬롯

### 위시캣
이들은 티니핑과 달리 모두 다른 사람들에게 들키면 안 된다고 한다.
- 아이냥
- 똑똑냥
- 코코냥
- 헬씨냥
- 알로하냥
- 라떼냥
- 빠삐냥
- 샴푸냥
- 달달냥
- 우아냥
- 난다냥
- 베베냥
- 나비냥
- 쨍쨍냥
- 아트냥
- 닥터냥
- 꾸미냥
- 이쁘냥
- 러브냥
- 도도냥

## 목소리 출연
- 방연지: 안나
- 장미: 아이냥
- 이지현: 똑똑냥
- 김유림: 루비, 코코냥
- 김명준: 레오
- 김연우: 헬씨냥
- 김하루: 소피, 베베냥
- 김새해: 달달냥, 나비냥
- 정유정: 지미, 엘리자베스, 빠삐냥
- 장예나: 닉, 샬롯, 이쁘냥, 달달냥
- 김아롱: 헬씨냥
- 천송이: 알로하냥
- 김은아: 라떼냥
- 이보희: 샴푸냥
- 김채하: 난다냥
- 김채린: 쨍쨍냥
- 강은애: 아트냥
- 서다혜: 꾸미냥
- 조경이: 이쁘냥
- 사문영: 러브냥
- 장은숙: 우아냥
- 김서영: 닥터냥
- 김가령: 나비냥
- 채민지: 도도냥

### 특이 사항
- 이 작품에 출연한 성우들 대부분(총 21명)은 같은 제작사에서 만들었던 캐치! 티니핑 시리즈에도 출연했었다.
- 이 작품에 출연한 성우들 가운데 남성은 김명준 단 하나뿐이다.

## OST
- 오프닝 엔딩 장예나

## 스태프
- 총괄: 김수훈
- 감독: 김영철, MANQ (만큐)
- 기획 원작 제작: ㈜에스에이엠지엔터테인먼트
- 제작 프로듀서: 이지은, 이우리, 김나연
- 제작 AP: 남주희, 유한나
- 기획: 김수훈
- 기획 프로듀서: 송미선, 전교진, 이예리슬
- 기획 책임: 이동협
- 프로듀서: 권영숙
- 시리즈구성 작가: KATO YOICHI (카토 요이치)
- 시나리오 작가: KATO YOICHI (카토 요이치), INOUE AKIKO (이노우에 아키코), NAGANO TAKAHIRO (나가노 타카히로), KOBAYASHI YUJI (코바야시 유지)
- 일본어 번역: 구수진, 김연진
- 미술 감독: 이동진 (런치박스)
- 캐릭터 디자인: 이동진 (런치박스)
- 배경 디자인: 이동훈
- 디자인: 이우리, 이선
- 디자인 외주제작: 최현, 정의관, 웨스토
- SB/애니메틱 감독: MANQ (만큐)
- 조연출: 류연욱, 이선
- 스토리보드·애니메틱 제작: MANQ (만큐), HORIE HIROMASA (호리에 히로마사), BENPINEKO (벤피네코), SHIRASAKI KAZUMA (시라사키 카즈마), Mille Mille Works (미루미루 웍스)
- 스토리보드·애니메틱 외주제작: 김현욱, 서유진, 장원정, 신준식
- 모델링: 최두열, 한정훈, 김다운, 김아연, 유수민, 남형모, 김상영
- 모델링 외주제작: 디클레이, 302플래닛, 카고 스튜디오, 웨스토
- 리깅: 장우영, 서보현
- 리깅 외주제작: 웨스토
- 애니메이션 외주제작: 웨스토, PIXELLINE (픽셀라인), SAVANA (사바나)
- 애니메이션: 남유미, 김영진, 김영은, 박주원, 박세나, 곽기민, 이현지, 서유란, 이미림, 김지수, 박선영, 엄윤희, 김혜지, 김민수, 오유진
- 라이팅: 이호재, 김태경
- 이펙트: 박두환
- 합성: 김진수, 심수연
- 모션그래픽: 김진수
- 스크립트: 김종철
- 파이널 외주제작: 웨스토, FRIKI PICTURES (프리키 픽쳐스), 302플래닛, PIXELLINE (픽셀라인)
- 영상 편집: 박시영
- 사업총괄: 최재원
- UHD리마스터링: 남아영
- 종편 CG: 정호선
- 조연출: 맹다연
- 미디어: 채혜지, 이은주, 이주향, 임충빈, 송은호, 최인혜, 이정윤, 김소연, 임원빈, 김석희, 홍혜원, 김윤하
- 여아완구개발: 최유진, 서현윤, 고미선, 김보배, 박선영, 김효정, 최혜민, 이은지, 정수진, 이민영
- 디자인연구소: 김유진, 임지은, 이서영, 유지나, 김효송, 김다은, 육해은, 박경희, 김수정
- 중국사업: 최원, 정경인, 고아흔, 최준민
- 해외사업: 민현기, 정혜진, 정지선
- 사전녹음: 곽지훈, 백전승, 김채수, 박빛나, 정예찬, 강주리, 윤은서, 이연주, 서나래, 서지우, 이주현, 한옥
- 음악 감독: 김태호 (뜻밖의녹음실)
- 음악 작곡·편곡: 김태호, 강사도, 정지은, 서주원, 안재린
- 음향효과: 조현홍
- 녹음: 안재린
- 믹싱: 김태호 (뜻밖의녹음실)
- 연출: 조성희
- 주제가 작곡·작사·편곡: 뜻밖의 녹음실
- 제작투자: ㈜에스에이엠지엔터테인먼트
- 기획: SBS
- 제작: SAMG ENTERTAINMENT

## 방영 목록
| 회차       | 주제                              | 방송 일자        |
| ---------- | --------------------------------- | ---------------- |
| 1화        | 귀여움 뿜뿜 냐옹이 아이냥이 왔다! | 2024년 9월 12일  |
| 2화        | 슈퍼아이돌 코코냥!                | 2024년 9월 12일  |
| 3화        | 뜻밖의 테니스 특훈                | 2024년 9월 19일  |
| 4화        | 기분 좋은 상상을 해봐             | 2024년 9월 26일  |
| 5화        | 스페셜 위시캣을 찾아서            | 2024년 10월 10일 |
| 6화        | 레오의 소중한 사람?               | 2024년 10월 17일 |
| 7화        | 멋진 사진을 찍어줄게, 찰칵!       | 2024년 10월 24일 |
| 8화        | 아이냥의 고민                     | 2024년 10월 31일 |
| 9화        | 헤어스타일 바꿔 볼래?             | 2024년 11월 7일  |
| 10화       | 가장 특별한 케이크                | 2024년 11월 14일 |
| 11화       | 오늘도 우아하게                   | 2024년 11월 21일 |
| 12화       | 사랑은 천하무적                   | 2024년 11월 28일 |
| 13화       | 안나의 독립선언                   | 2024년 12월 8일  |
| 14화       | 수수께끼의 고양이의 등장          | 2024년 12월 12일 |
| 15화       | 힘차게 날아올라 덩크슛!           | 2024년 12월 19일 |
| 16화       | 시련을 모두와 함께 극복 야옹!     | 2024년 12월 26일 |
| 17화       | 날씨는 변덕꾸러기                 | 2025년 1월 2일   |
| 18화       | 똑똑냥의 사랑 방정식              | 2025년 1월 9일   |
| 19화       | 아트는 하트                       | 2025년 1월 16일  |
| 20화       | 닉이 아기가 됐어!                 | 2025년 1월 23일  |
| 21화       | 아이냥이 쓰러졌어요               | 2025년 2월 6일   |
| 22화       | 너도 주인공이 될 수 있을 거야     | 2025년 2월 13일  |
| 23화       | 엉뚱한 여행 가이드                | 2025년 2월 20일  |
| 24화       | 특별한 가면 무도회                | 2025년 2월 27일  |
| 25화       | 위시캣 킹덤에서 온 초대장         | 2025년 3월 6일   |
| 최종화(26) | 앞으로도 계속 내 곁에 있게 해줘   | 2025년 3월 13일  |

## 결방 및 편성안내
- 2024년 12월 5일: SBS 뉴스특보의 관계로 인해 8일에 편성했다.
- 2025년 1월 30일: 설날연휴의 관계로 인해 결방했다.

## 대구/경북지역 민방 프로그램
대구/경북 지역은 평일 (목) 오후 5시 50분에 방송되고 있다.
- TBC - 나는 공장, 여왕의 밥상 시즌2

## 뮤지컬
같은 SAMG의 애니메이션인 미니특공대와 캐치 티니핑을 제작했던 DS뮤지컬컴퍼니에서 제작하는 뮤지컬로 '소원을 노래해!'가 개막했으며, 기획사에서 개막 소식을 알렸다. 2025년 8월 9일에 초연이 올라왔다.

## 기타
- 고양이를 주제로 한 마법소녀물인지라 일본 애니메이션인 쥬얼펫, 꿈속의 뮤, 같은 제작사의 이전 작품인 캐치! 티니핑 시리즈를 연상시킨다는 반응이 있다. 때문에 티니핑 시리즈와 마찬가지로 '파산○'이라는 별명을 피할 수 없을 것으로 보인다.(전자는 파산핑, 후자는 파산캣) 다른 사람들에게 들키지 않아야 된다는 점에서 코코밍 시리즈와 비슷하다는 반응도 있다.
- 이 작품의 주인공 안나는 메탈카드봇 시리즈의 안나와 미니특공대 시리즈의 안나(이쪽은 인외)랑 동명이인이다.